# Альфред Моліна
Альфред Моліна (англ. Alfred Molina; нар. 24 травня 1953, Лондон) — британсько-американський актор.

## Ранні роки
Народився 24 травня 1953 року у Лондоні. Батьки були іммігрантами: батько — з Іспанії, мати — з Італії. Моліна закінчив Гілдголську школу музики та театру.
Він був номінований на премію Тоні у 1998 році за роль у постановці Art. Він дебютував в кіно у фільмі Індіана Джонс: У пошуках втраченого ковчега (1981). Його великий прорив стався у 1991 році у фільмі «Без дочки — ніколи».

## Кар'єра
Альфред Моліна дебютував як актор в ситком The Losers в 1978 році. У кіно вперше з'явився в 1981 році — це роль другого плану в першому фільмі про Індіана Джонс Індіана Джонс: У пошуках втраченого ковчега. Перша серйозна роль належить до 1985 року, коли Моліна з'явився у фільмі «Лист до Брежнєва». До початку 1990-х років Моліна багато працював у телесеріалах, але потім залишив телебачення заради кіно і театру. У середині десятиліття переїхав до США.
У 1990-і роки Моліна зіграв у таких фільмах, як «Особа», «Мрець» (обидва— 1995), «Анна Кареніна» (1997), Магнолія (1999). У 2000 році Моліна зіграв головного антагоніста в трагікомедії «Шоколад».
Широка популярність прийшла до Моліни після ролі мексиканського художника Дієго Рівери у біографічному фільмі «Фріда» (2002) про художницю Фріда Кало. Роль принесла Моліні номінації на премію BAFTA і премію Гільдії кіноакторів США. Після цього взяв участь у двох блокбастерах: зіграв лиходія Отто Октавіус / Доктор Восьминіг у коміксі «Людина-павук 2» (2004), а також з'явився в екранізації роману Дена Брауна «Код да Вінчі» (2006).
Одружений з 1986 року на акторці Джилл Гаскойн. 29 квітня 2020 року Джілл Гаскойн померла.
У листопаді 2019 року режисер Дженніфер Лі підтвердила, що перебуває у стосунках з Моліною. Пара зіграла весілля в серпні 2021 року..

## Фільмографія
| Рік       |    | Українська назва                            | Оригінальна назва                    | Роль                             |
| --------- | -- | ------------------------------------------- | ------------------------------------ | -------------------------------- |
| 1981      | ф  | Індіана Джонс: У пошуках втраченого ковчега | Raiders of the Lost Ark              | Сатипо                           |
| 1983      | тф | Тим часом                                   | Meantime                             | Джон                             |
| 1985      | ф  | Вода                                        | Water                                | П'єр                             |
| 1985      | ф  | Леді-яструб                                 | Ladyhawke                            | Сезар                            |
| 1987      | ф  | Нагостріть ваші вуха                        | Prick Up Your Ears                   | Кеннет Холліуелл                 |
| 1987      | с  | Поліція Маямі                               | Miami Vice                           | адвокат Естер                    |
| 1988      | ф  | Маніфест                                    | Manifesto                            | Аванті                           |
| 1991      | ф  | Без дочки - ніколи                          | Not Without My Daughter              | Муді                             |
| 1992      | ф  | Зачароване квітень                          | Enchanted April                      | Меллерш Вілкінс                  |
| 1993      | ф  | Процес                                      | The Trial                            | художник Тітореллі               |
| 1994      | ф  | Білий Ікло 2: Легенда про білого вовка      | White Fang 2: Myth Of The White Wolf | преподобний Леланд Друрі         |
| 1994      | ф  | Меверік                                     | Maverick                             | Ангел                            |
| 1994      | ф  | Юнга                                        | Cabin Boy                            | професор                         |
| 1995      | ф  | Сім'я Перес                                 | The Perez Family                     | Хуан Рауль Перес                 |
| 1995      | ф  | Мрець                                       | Dead Man                             | місіонер з торгового поста       |
| 1995      | ф  | Особина                                     | Species                              | доктор Стівен Арден              |
| 1996      | ф  | Місяць пустелі                              | Mojave Moon                          | Сел Санторі                      |
| 1997      | ф  | Анна Кареніна                               | Anna Karenina                        | Костянтин Левін                  |
| 1997      | ф  | Ночі в стилі бугі                           | Boogie Nights                        | Рахад Джексон                    |
| 1997      | ф  | Людина, яка знала занадто мало              | The Man Who Knew Too Little          | Борис «М'ясник» Блаваський       |
| 1999      | ф  | Дадлі Справедливий                          | Dudley Do-Right                      | Снайдлі Уіплаш                   |
| 1999      | ф  | Магнолія                                    | Magnolia                             | Соломон Соломон                  |
| 2000      | ф  | Шоколад                                     | Chocolat                             | граф де Рейно                    |
| 2001      | тф | Убивство у «Східному експресі»              | Murder on the Orient Express         | Еркюль Пуаро                     |
| 2002      | ф  | Фріда                                       | Frida                                | Дієго Рівера                     |
| 2003      | тф | Моє життя без мене                          | My Life Without Me                   | батько Енн                       |
| 2003      | ф  | Ідентифікація                               | Identity                             | доктор Малік                     |
| 2003      | ф  | Кава та цигарки                             | Coffee and Cigarettes                | Альфред                          |
| 2003      | ф  | Лютер                                       | Luther                               | Йоганн Тецель                    |
| 2004      | ф  | Хроніки                                     | Crónicas                             | Віктор Уго Пуентес               |
| 2004      | ф  | Людина-павук 2                              | Spider-Man 2                         | Отто Октавіус / Доктор Восьминіг |
| 2004      | вг | —                                           | Spider-Man 2                         | Отто Октавіус / Доктор Восьминіг |
| 2005      | с  | Закон і порядок: Суд присяжних              | Law & Order: Trial by Jury           | Гебріел Дюволл                   |
| 2005      | с  | Закон і порядок: Спеціальний корпус         | Law & Order: Special Victims Unit    | Гебріел Дюволл                   |
| 2006      | ф  | Код да Вінчі                                | The Da Vinci Code                    | єпископ Мануель Арінгароса       |
| 2007      | ф  | Містифікація                                | The Hoax                             | Річард Саскінд                   |
| 2007      | с  | Монк                                        | Monk                                 | Пітер Магнері                    |
| 2007      | ф  | Шовк                                        | Silk                                 | Бальдаб'ю                        |
| 2009      | ф  | Виховання почуттів                          | An Education                         | Джек Меллор                      |
| 2009      | ф  | Рожева пантера 2                            | Pink Panther 2                       | Пепперидж                        |
| 2010      | ф  | Принц Персії: Піски часу                    | Prince of Persia: The Sands of Time  | шейх Амар                        |
| 2010      | ф  | Учень чаклуна                               | The Sorcerer's Apprentice            | Максим Хорват                    |
| 2010      | ф  | Буря                                        | The Tempest                          | Стефано                          |
| 2010—2011 | с  | Закон і порядок: Лос-Анджелес               | Law & Order: Los Angeles             | Рікардо Моралес                  |
| 2011      | мф | Ранго                                       | Rango                                | Броненосець                      |
| 2011      | ф  | Погоня                                      | Abduction                            | Френк Бертон                     |
| 2011      | с  | Закон Херрі                                 | Harry's Law                          | Ерік Сандерс                     |
| 2012      | ф  | Кармел                                      | The Forger                           | Еверлі Кемпбелл                  |
| 2013      | ф  | Емануель і правда про риби                  | Emanuel and the Truth About Fishes   | Денніс                           |
| 2013      | с  | Понеділок вранці                            | Monday Mornings                      | доктор Хардінг Хутен             |
| 2013      | мф | Університет монстрів                        | Monsters University                  | професор Найт                    |
| 2014      | ф  | Любов — дивна штука                         | Love Is Strange                      | Джордж                           |
| 2014      | мс | Рік та Морті                                | Rick and Morty                       | Диявол                           |
| 2014      | ф  | Спека                                       | Swelter                              | Док                              |
| 2014      | мф | Пророк                                      | The Prophet                          | сержант                          |
| 2015      | мф | Дивні чари                                  | Strange Magic                        | Король фей                       |
| 2015      | ф  | Секрет у їхніх очах                         | Secret in Their Eyes                 | Мартін Моралес                   |
| 2016      | ф  | Павільйон сміху                             | Whiskey Tango Foxstrot               | Алі Массуд Садік                 |
| 2016      | ф  | Сім'янин                                    | A Family Man                         | Лу Вілер                         |
| 2016—2020 | мс | Робоцип                                     | Robot Chicken                        | різні персонажі                  |
| 2017      | с  | Ворожнеча                                   | Feud                                 | Роберт Олдріч                    |
| 2017      | с  | Вмираю зі сміху                             | I'm Dying Up Here                    | Карл Вейзор                      |
| 2017      | мф | Гей, Арнольд! Кіно з джунглів               | Hey Arnold! The Jungle Movie         | Ласомбра                         |
| 2018      | ф  | Як не стати президентом                     | The Front Runner                     | Бен Бредлі                       |
| 2018      | мф | Ральф-руйнівник 2: Інтернетрі               | Ralph Breaks the Internet            | Подвійний Ден                    |
| 2018      | ф  | Влада                                       | Vice                                 | офіціант                         |
| 2019      | ф  | Не відпускай                                | Don't Let Go                         | Говард Келешіан                  |
| 2019      | мф | Холодне серце 2                             | Frozen 2                             | король Агнарр                    |
| 2020      | ф  | Перспективна дівчина                        | Promising Young Woman                | Джордан                          |
| 2020—2021 | мс | Сонячні протилежності                       | Solar Opposites                      | Герцог                           |
| 2021      | ф  | Людина-павук: Додому шляху нема             | Spider-Man: No Way Home              | Отто Октавіус / Доктор Восьминіг |
| 2022      | мф | DC Ліга Супер-Улюбленців                    | DC League of Super-Pets              | Джор-Ел                          |
| 2024      | ф  | Зачинщики                                   | The Instigators                      | Річі Дечіко                      |